# Maćkowce (Ukraina)
Maćkowce (ukr. Мацьківці, Maćkiwci) – wieś w Ukrainie, w obwodzie chmielnickim, w rejonie chmielnickim; nad rzeką Płoską.
W 2001 roku liczyła 1069 mieszkańców.

## Historia
Wieś została założona przez kolonistów, którzy przybywali na Podole z Mazowsza i Kujaw od końca XVI w.  Przenoszenie się polskiego chłopstwa na Podole wiązało się z coraz większym uciskaniem poddanych, z rozrastaniem się folwarków (w XV i XVI wieku) oraz niedostatkiem ziemi. Napływ nowych mieszkańców na Podole spowodowany był także wyludnieniem tych ziem po długotrwałym panowaniu tureckim. 
Mieszkańcy Maćkowiec, jak i niektórych okolicznych wsi określani byli przez sąsiadów mianem Mazurów, w większości byli to katolicy chłopi posługujący się polską gwarą. Była to część ruchów migracyjnych polskiego chłopstwa i drobnej szlachty na wschód. Przypuszcza się, że początkowo Mazurami nazywano kolonistów pochodzących z Mazowsza, jednak w wyniku wielokierunkowej migracji terminem tym określano katolików osiadłych na przygranicznych ziemiach wschodniej i środkowej Europy (najbardziej znani są Mazurzy pruscy i Mazurzy małopolscy). Na Podolu osadnicy tworzyli zwarte skupiska, spośród których największym było miasto Płoskirów (obecnie Chmielnicki) oraz otaczające go wsie: Maćkowce, Szaróweczka, Zarzecze, Hreczany i inne. 
Charakterystyczną cechą maćkowskich Polaków był bardzo wysoki stopień zachowania kultury narodowej, w szczególności języka, stroju ludowego oraz wyznania rzymskokatolickiego. W 1917 r. parafia katolicka w Maćkowcach liczyła 20 tys. wiernych. 
W czasach sowieckich miejscowa ludność została poddana krwawym represjom. Około tysiąca mieszkańców Maćkowiec i okolicznych wsi zginęło w czasie operacji polskiej NKWD, dwa tysiące wywieziono do północnego Kazachstanu, ofiary przyniósł też Wielki głód na Ukrainie. W 1936 r. zburzono neogotycki kościół w Maćkowcach z końca XIX w. Dopiero w 1953 r. władze zezwoliły na odprawianie nabożeństw w kaplicy cmentarnej. 
Podczas II wojny światowej, 14 października 1942 r. w lesie pod Maćkowcami niemieccy okupanci dokonali masowej egzekucji miejscowej ludności żydowskiej.
Po odzyskaniu niepodległość przez Ukrainę zaczęło się odradzać życie religijne i narodowe. W 1995 r. rozpoczęto budowę nowego kościoła pw. Narodzenia Najświętszej Maryi Panny w Maćkowcach. 8 września 2010 r. biskup diecezji kamieniecko-podolskiej, o. Leon Dubrawski erygował parafię rzymskokatolicką, którą wzięli pod opiekę franciszkanie. 8 września 2021 r. bp Dubrawski nadał kościołowi w Maćkowcach tytuł Sanktuarium Matki Bożej Fatimskiej.
Według ukraińskiego spisu powszechnego z 2001 r. 63,94% mieszkańców Maćkowiec zadeklarowało język polski jako ojczysty.

## Galeria

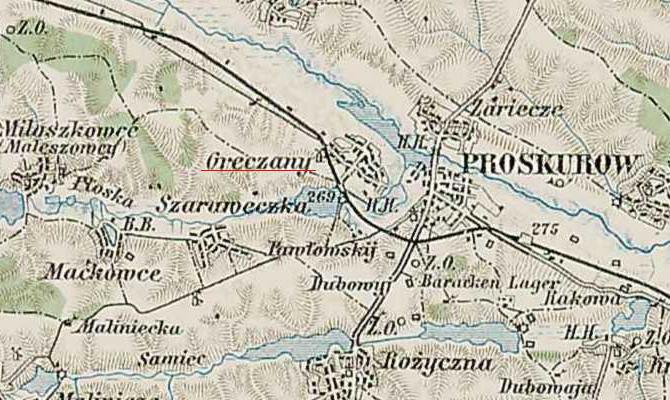
Maćkowce na austro-węgierskiej mapie sztabowej z 1910 r.
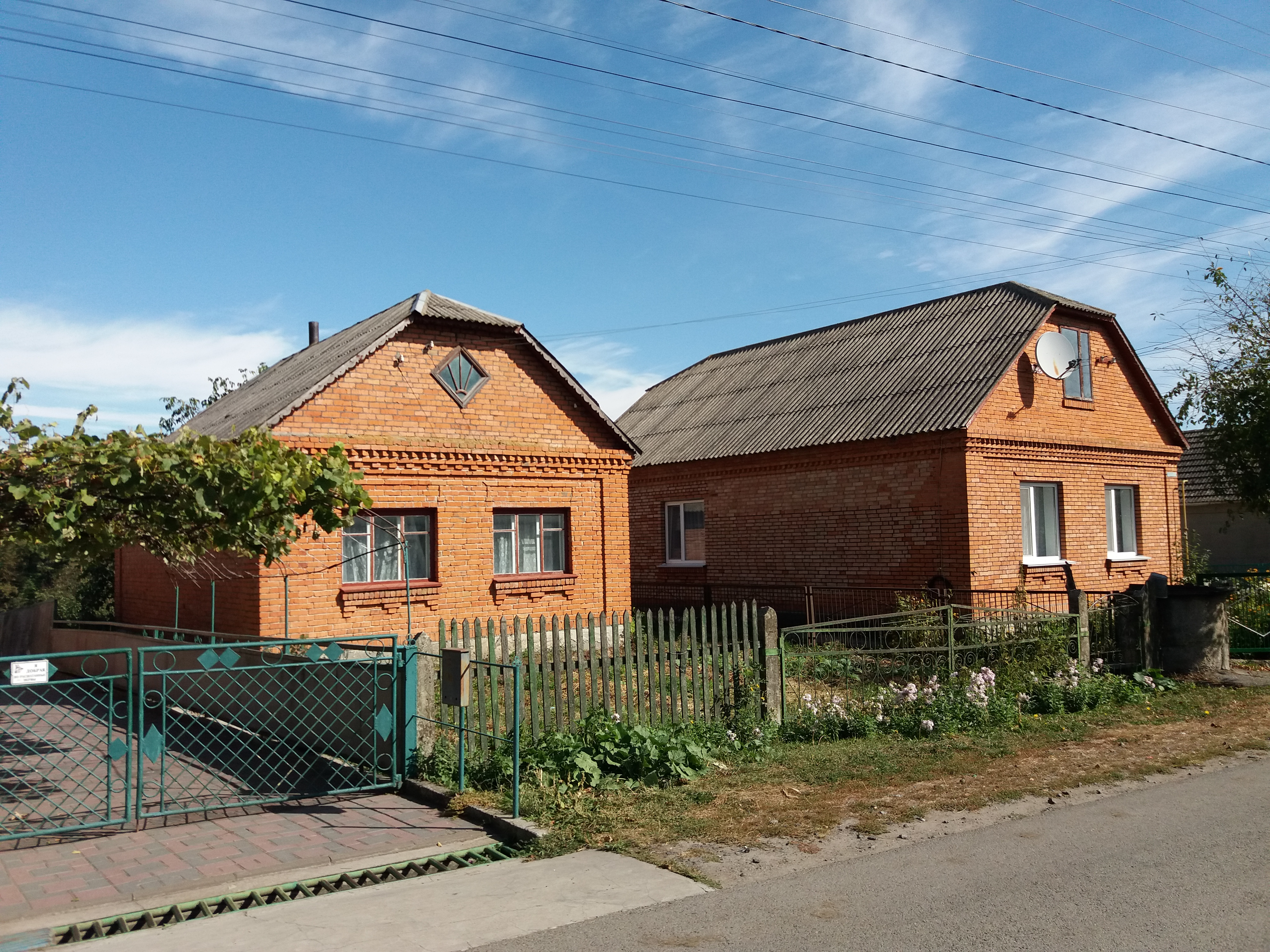
Charakterystyczna zabudowa wsi (ul. Franciszkańska)
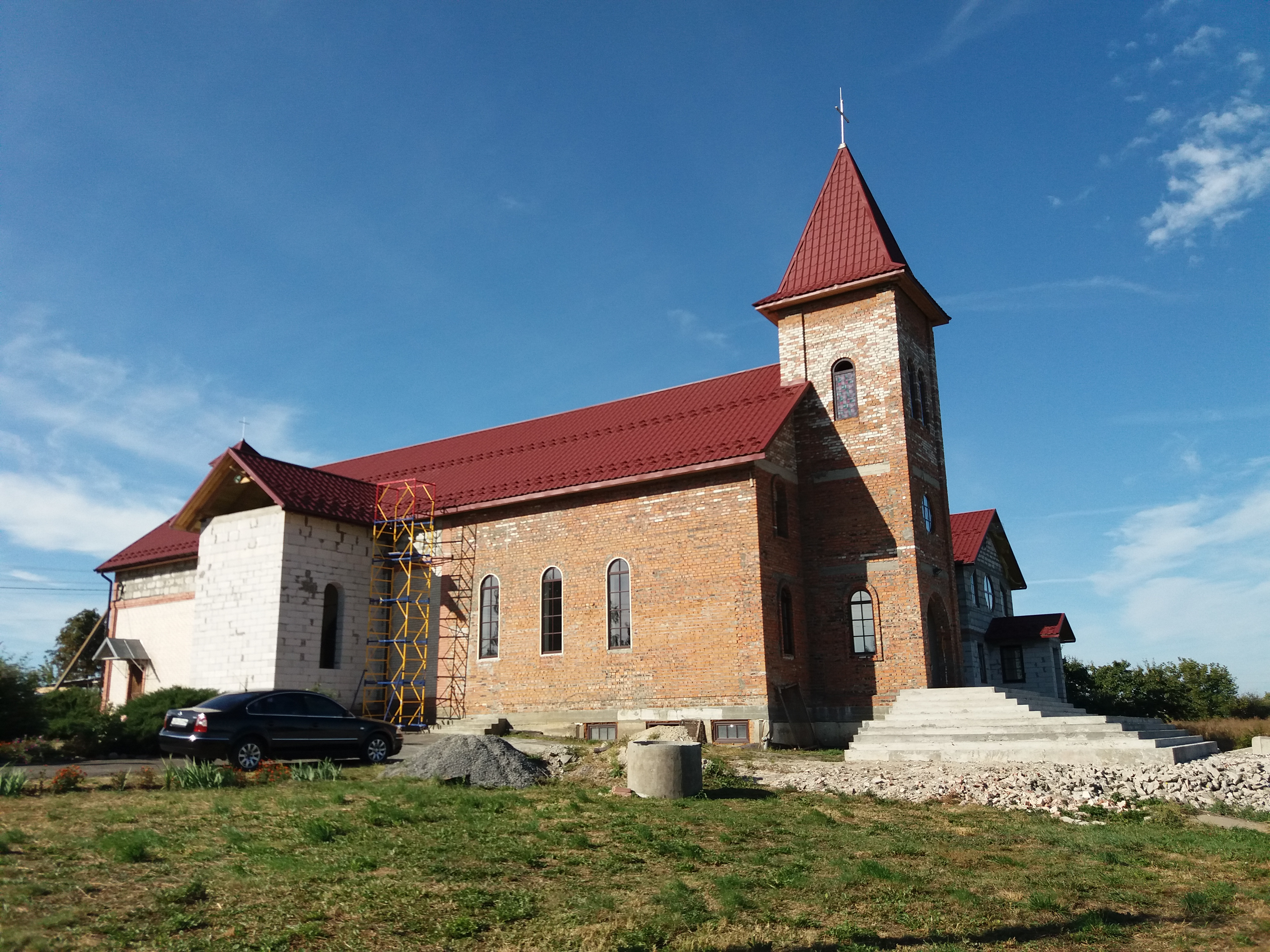
Rzymskokatolicki kościół w Maćkowcach
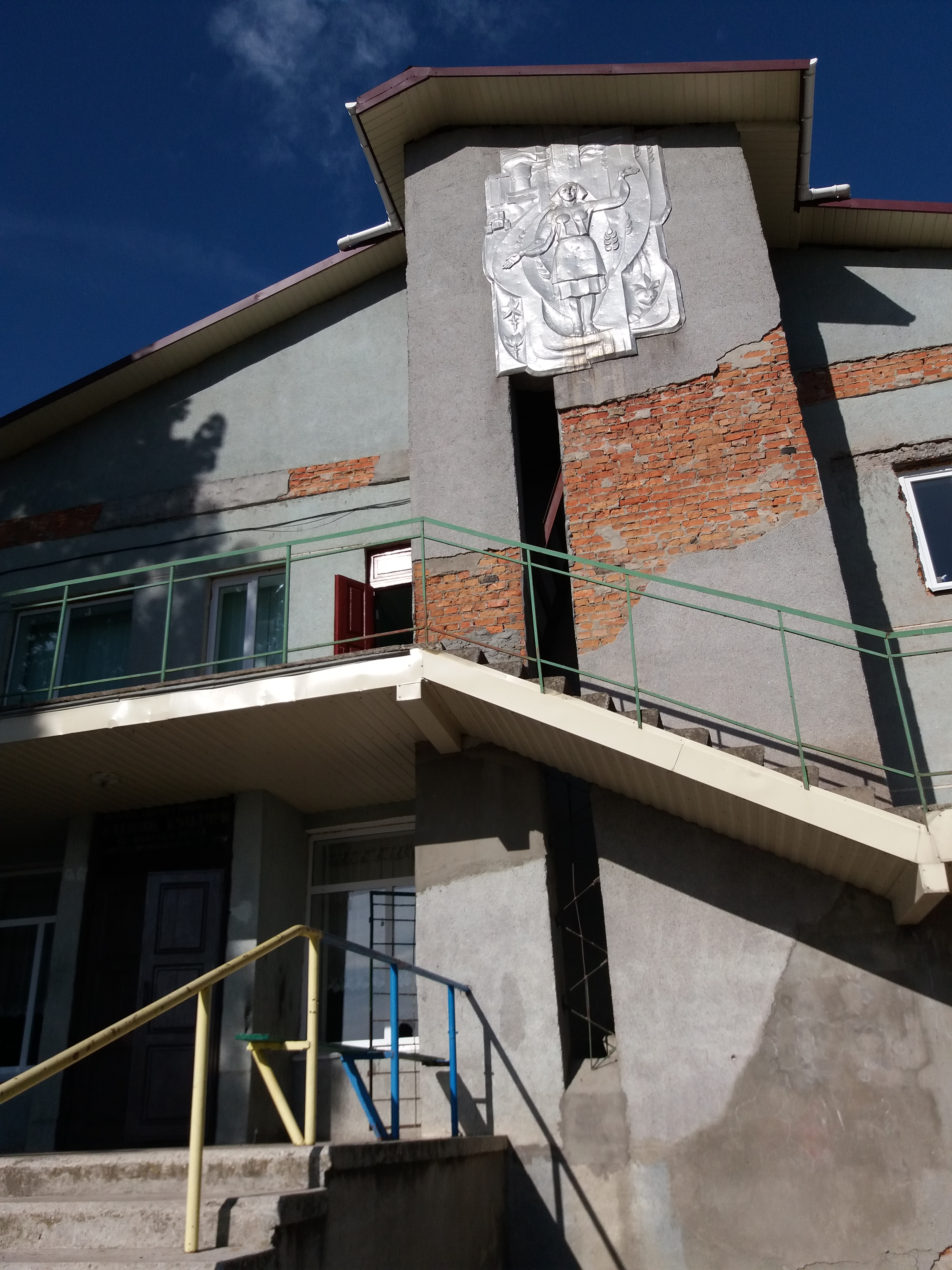
Dom Kultury i szkoła w Maćkowcach
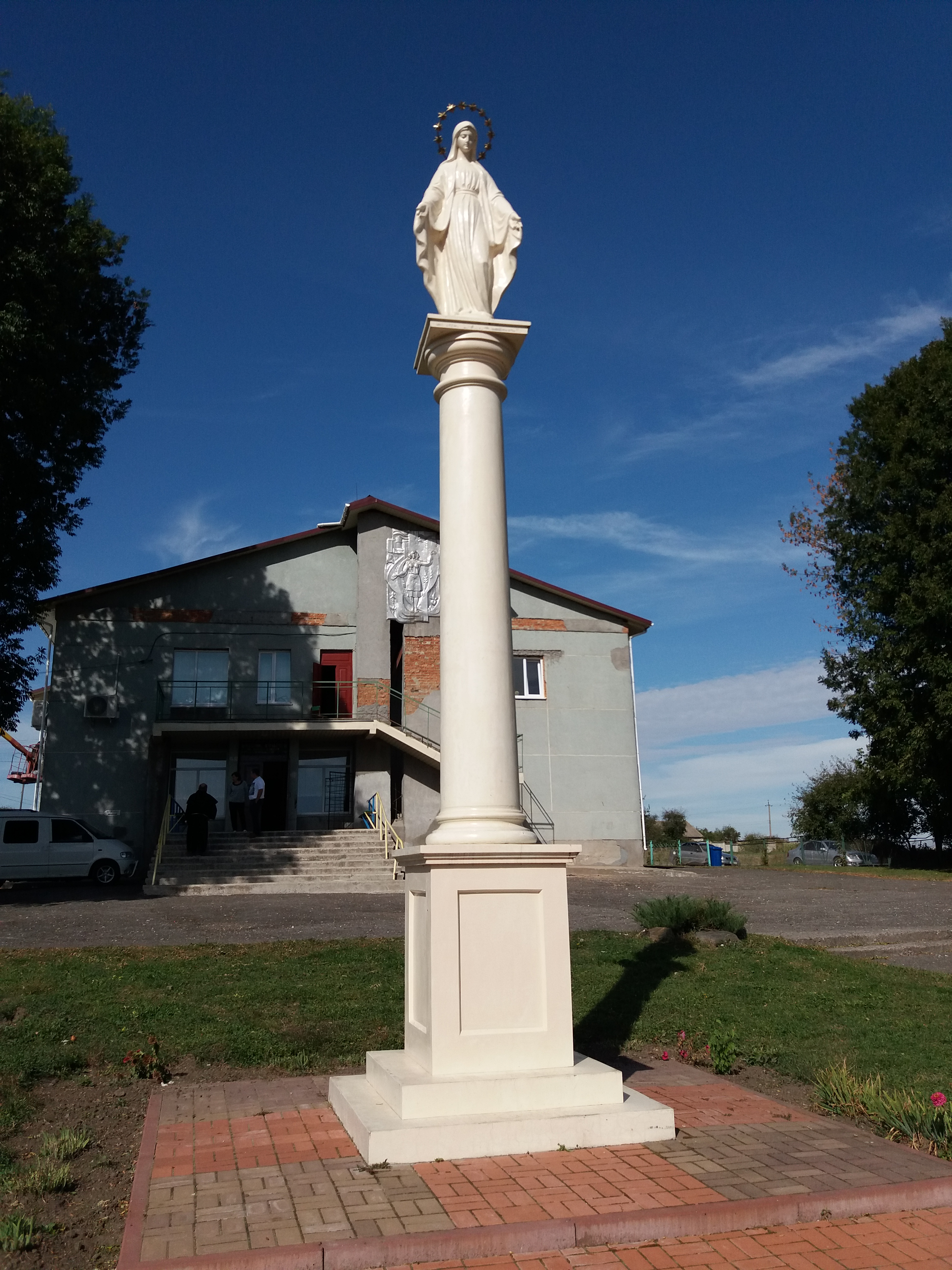
Figura Matki Bożej przed Domem Kultury
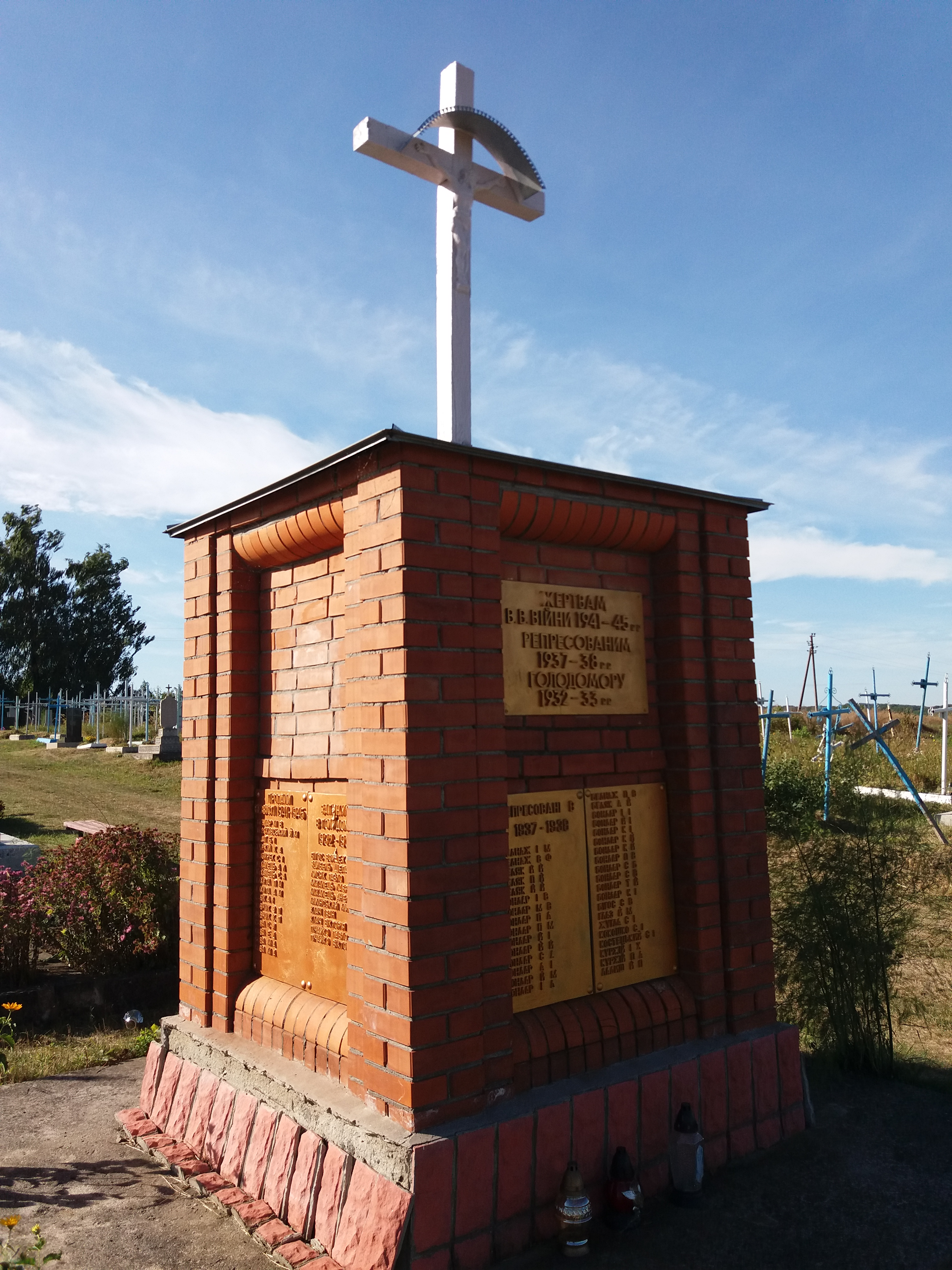
Pomnik ofiar Wielkiego terroru na cmentarzu w Maćkowcach
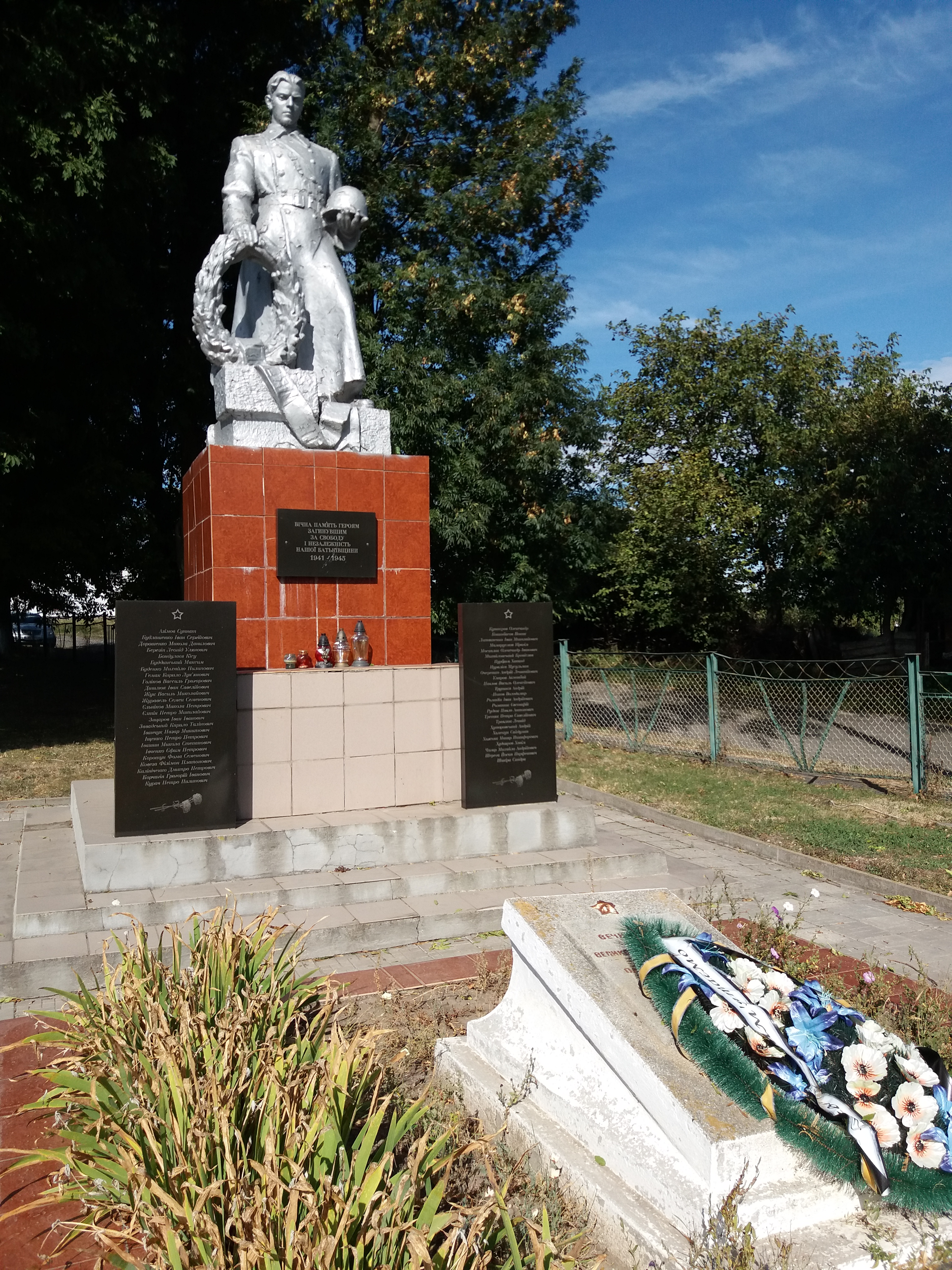
Pomnik poległych żołnierzy Armii Czerwonej w Maćkowcach